# Yasuhiro Yoshida
Yasuhiro Yoshida (jap. 吉田 康弘, Yoshida Yasuhiro; * 14. Juli 1969 in der Präfektur Hiroshima) ist ein ehemaliger japanischer Fußballspieler.

## Karriere
Yoshida erlernte das Fußballspielen in der Schulmannschaft der Tokai University Daiichi High School und der Universitätsmannschaft der Meiji-Universität. Seinen ersten Vertrag unterschrieb er 1992 bei Kashima Antlers. Der Verein spielte in der höchsten Liga des Landes, der J1 League. 1993 wurde er mit dem Verein Vizemeister der J1 League. Für den Verein absolvierte er 22 Erstligaspiele. 1995 wechselte er zum Ligakonkurrenten Shimizu S-Pulse. Für den Verein absolvierte er 33 Erstligaspiele. 1996 wechselte er zum Ligakonkurrenten Sanfrecce Hiroshima. 1996 und 1999 erreichte er das Finale des Kaiserpokal. Für den Verein absolvierte er 107 Erstligaspiele. 2000 kehrte er nach Shimizu S-Pulse zurück. 2000 erreichte er das Finale des Kaiserpokal. Für den Verein absolvierte er 77 Erstligaspiele. 2001 gewann er mit dem Verein den Kaiserpokal. 2006 wechselte er zu FC Gifu. Danach spielte er bei FC Oribe Tajimi und Fujieda MYFC. Ende 2010 beendete er seine Karriere als Fußballspieler.

## Erfolge
Kashima Antlers
- J1 League

Vizemeister: 1993
- Kaiserpokal

Finalist: 1993
Sanfrecce Hiroshima
- Kaiserpokal

Finalist: 1996, 1999
Shimizu S-Pulse
- Kaiserpokal

Sieger: 2001
Finalist: 2000, 2005